# Fernando Abal Medina
Fernando Luis Abal Medina (Buenos Aires, 22 de enero de 1947-William C. Morris, 7 de septiembre de 1970) fue militante revolucionario católico, guerrillero y estudiante de economía argentino. Es conocido por ser uno de los co-fundadadores de la extinta organización guerrillera peronista Montoneros (1970-1980), y líder principal de la misma en sus orígenes, hasta su fallecimiento. Entre sus acciones significativas en la organización que presidía, destaca haber sido el autor material de la ejecución del expresidente de facto, Pedro Eugenio Aramburu. Abal Medina, a la par de su hermano mayor, comenzó su militancia, a sus 17 años, en 1964 al unirse a la Juventud Estudiantil Católica, y, durante fines de los sesenta participó activamente en varias manifestaciones políticas de los movimientos cristianos de la época.

## Juventud y formación
Fernando Luis Abal Medina nació el 22 de enero de 1947, y fue el tercero de cinco hermanos, Antonio José (n. 1943), Juan Manuel (n. 1945), Mario Francisco (n. 1949) y Cristina (n. 1954). Vivió en el seno de una numerosa familia de clase media-alta de marcada tendencia nacionalista y católica. Su padre, Antonio Abal, trabajaba como empleado público y su madre, Carmen Abal, era ama de casa, como se acostumbraba en la época. 
Era un joven culto, delgado y de rostro anguloso, que por entonces leía y admiraba a León Bloy, un místico francés, antiguo comunero convertido bajo el régimen de Adolphe Thiers en un católico febril y extremista. En esa época, su hermano Juan Manuel era secretario de redacción de la revista Azul y Blanco, dirigida por Marcelo Sánchez Sorondo y Ricardo Curutchet, cuya línea editorial estaba orientada hacia los militares argentinos de rango superior. Semanario que funcionaba en el Estudio Jurídico de los Dres. Jorge P. Ramos Mejía, Francisco Uriburu Quintana (Subsecretario del Ministerio del Interior entre 1966 y 1970) y Marcelo Sánchez Sorondo, en la calle Charcas del barrio de Retiro frente a la Plaza San Martín de la Ciudad de Buenos Aires. En este semanario y en su muleto "Segunda República", Fernando Abal Medina colaboró vendiendo suscripciones lo que le sirvió para relacionarse, desde muy joven, con gente mucho mayor que él y sobre todo con políticos y militares nacionalistas.
Como muchos jóvenes de su clase social, cursó sus estudios secundarios en el Colegio Nacional Buenos Aires, donde también estudiaron Mario Firmenich y Carlos Gustavo Ramus, como él, futuros jefes montoneros. Abal Medina egresó en la quinta división de quinto del Colegio Nacional en diciembre de 1964.Al año siguiente ingresa a la Facultad de Ciencias Económicas con el objetivo de recibirse como Economista, sin embargo, al igual que muchos militantes en la época, termina abandonando complementamente sus estudios en 1967, cuando comienza a involucrarse más políticamente. 
Desde 1964 Fernando era miembro de la Juventud Estudiantil Católica (JEC), rama juvenil de la Acción Católica, donde conoció al carismático sacerdote Carlos Mugica. Fuertemente influenciado por las ideas del padre Mugica, a fines del año 1966 se vinculó a la revista Cristianismo y Revolución, donde conoció a su director Juan García Elorrio, un vehemente ex-seminarista fundador del Comando Camilo Torres. En 1967 se integró en dicha célula activista junto a Firmenich y Ramus, conociendo allí a Norma Arrostito, siete años mayor que él, quien se convertiría en su pareja hasta su muerte.
Ignacio Vélez Carreras, uno de los miembros fundadores de Montoneros, relata: "Posteriormente se produjo el viaje de algunos compañeros a entrenarse a Cuba (coordinados por García Elorrio y Cooke) y los que nos quedamos dimos un paso adelante, ejercitándonos en la planificación y ejecución de pequeñas operaciones político-militares, en un principio orientadas a la recuperación de armas y uniformes necesarios para conformar el foco guerrillero."
"Al poco tiempo nos enteramos que en Cuba se había producido un enfrentamiento muy fuerte
entre García Elorrio por un lado, y Fernando Abal Medina y Maza por otro. Esto llevó a que el
primero fuera desplazado y significó una ruptura orgánica con Cristianismo y Revolución. De
todas formas, ninguno de nosotros tenía la convicción ni la esperanza de que García Elorrio
fuera a liderar una estrategia política militar. Era un comunicador excepcional, dotado de una
cautivante calidad humana y una gran capacidad de seducción política. Pero nada más."  Internamente esta ruptura fue llamada "la rebelión de los enanos".
En 1969 participó en las reuniones del entonces recientemente creado Círculo del Plata, del que era cofundador su hermano Juan Manuel, y que presidía Juan M. Palacios, quien estaba casado con la secretaria del Estudio Ramos Mejía-Sánchez Sorondo. También junto con su hermano Juan Manuel participaron desde 1967 de las reuniones del Movimiento de la Revolución Nacional MRN dirigido por Marcelo Sánchez Sorondo quien en 1969 con la voz de Fernando Abal Medina grabó la proclama del general Eduardo Labanca que fue un intento nacionalista de anticiparse al golpe liberal que preparaban los generales Lanusse y Aramburu pero este intento fracasó y el general Labanca fue detenido. Afirma Marcelo Sánchez Sorondo que habría sido la frustración de ese proyecto la que llevó a Fernando Abal Medina a descartar a las Fuerzas Armadas como instrumento para alcanzar la soberanía nacional (Memorias de Marcelo Sánchez Sorondo, editorial Sudamericana, página 194), y ya en 1969 Fernando Abal Medina, junto a Ramus, Arrostito y otros militantes generaron el embrión de lo que se conocería -a partir de la muerte del general Pedro Eugenio Aramburu-, como la organización guerrillera Montoneros.

## Activismo y militancia política
La aparición pública en la escena política argentina de Fernando Abal Medina ocurrió el 1 de mayo de 1967, fecha en que el Comando Camilo Torres (organismo de la revista Cristianismo y Revolución) organizó una intempestiva irrupción de protesta en la Catedral Metropolitana de Buenos Aires, donde se celebraba una misa a la que asistía el entonces presidente de facto Juan Carlos Onganía. En la ocasión fue detenido por la Policía Federal, junto a García Elorrio, Arrostito y otros.
El 31 de julio de 1967 participó junto a John William Cooke en la primera conferencia internacional de la Organización Latinoamericana de Solidaridad (OLAS) en La Habana.
En 1968 volvió a viajar a Cuba con Norma Arrostito, pero esta vez con el objetivo de recibir entrenamiento en la lucha armada revolucionaria. Al regreso intentaron formar un embrión de célula activista junto a Carlos Alberto Maguid, su esposa Nélida Arrostito de Maguid, Mercedes Arrostito y su esposo, de la que estos dos últimos se desvinculan a mediados de 1969. Desde los años anteriores, y a partir de la prédica de la revista Cristianismo y Revolución, la ideología de casi todos estos jóvenes se fue acercando progresivamente al peronismo, al tiempo que desarrollaban una contradictoria mutación desde sus originales ideas de derecha, hacia la admiración por la Revolución Cubana y el Che Guevara.
El 26 de diciembre de 1969 participó con otros 7 militantes en el asalto al Banco de Córdoba, sucursal de la localidad de La Calera y logró escapar tras un intenso tiroteo con la policía.El 7 de marzo de 1970 Fernando Abal Medina, junto a Norma Arrostito, Mario Firmenich, Carlos Ramus — vestido de sacerdote — y Carlos Capuano Martínez, asaltaron el destacamento San Ignacio de la Policía de la Provincia de Buenos Aires, próximo a la localidad de San Miguel. De allí se llevaron una ametralladora y el arma reglamentaria del único policía que se encontraba de servicio. Al retirarse pintaron en las paredes consignas reivindicativas peronistas. Para entonces el grupo operativo comandado por Abal Medina estaba formado por aproximadamente una docena de activistas, más algunos colaboradores, en lo que puede considerarse la célula inicial de Montoneros.
El 29 de abril de 1970 el mismo grupo tomó el destacamento 7 de la Policía Federal, ubicado en el cruce de las avenidas General Paz y Mosconi de la Ciudad de Buenos Aires, de donde se llevaron uniformes policiales, gorras y las pistolas de cuatro policías. Estos dos golpes han sido considerados como preparatorios para el impactante operativo subsiguiente. El 27 de mayo del mismo año, Abal Medina, Arrostito, Firmenich y Capuano Martínez asaltaron un garaje ubicado en la calle Emilio Lamarca de la Ciudad de Buenos Aires, del cual robaron un vehículo Peugeot 404 y una camioneta.
Dos días después, usando esos y otros vehículos de apoyo, concretaron el secuestro del general Pedro Eugenio Aramburu, primer hecho reconocido públicamente por la organización Montoneros. El hecho fue realizado el 29 de mayo de 1970, día del Ejército Argentino por un comando autodenominado "General Juan José Valle". En cautiverio, fue acusado por su accionar durante el golpe de Estado del 55, por los fusilamientos de José León Suárez de 1956 y del General Valle y por el robo del cuerpo de Eva Duarte. La organización Montoneros denominó las acusaciones "juicio popular" (aunque Aramburu no tuvo la posibilidad cierta de ejercer su defensa) y lo condenó a muerte. Aramburu fue ejecutado o "ajusticiado", según dijeron luego los propios Montoneros (Aunque el comunicado N.º 1 de Montoneros del 1.º de junio de 1970 dice que "a las 7:00 horas. fue ejecutado Pedro Eugenio Aramburu"), por Fernando Abal Medina de un tiro de pistola en el sótano de una quinta en la localidad de Timote (partido de Carlos Tejedor, provincia de Buenos Aires).Años más tarde fue publicado un pormenorizado relato en el recordado número de la revista La causa peronista del 3 de septiembre de 1974, cuyo título de tapa era: "Mario Firmenich y Norma Arrostito cuentan cómo murió Aramburu".
La última operación armada en la que participó Fernando Abal Medina tuvo lugar el 1 de septiembre de 1970 en la ciudad de Ramos Mejía, pocos kilómetros al oeste de Buenos Aires, oportunidad en que un comando montonero bajo su coordinación asaltó la sucursal del Banco de Galicia en aquella localidad, desde donde lograron retirarse robando aproximadamente 36.000 dólares.

## Su muerte
El lunes 7 de septiembre de 1970, a las 20:00, varios dirigentes montoneros (Abal Medina, Sabino Navarro, Firmenich y Arrostito) habían acordado encontrarse con Luis Rodeiro en el bar La Rueda, sito en la esquina Potosí y Villegas a una cuadra de la estación de trenes de William C. Morris, provincia de Buenos Aires. Fernando Abal Medina y Sabino Navarro llegaron unos minutos antes de lo acordado, junto a Luis Rodeiro. Afuera aguardaban Ramus, en un auto robado, y algunos metros más alejado se encontraba Carlos Capuano Martínez en otro vehículo.
Una comitiva policial alertada por el dueño del local, que había reconocido a Abal Medina en las fotos que requerían su captura, ingresó sorpresivamente al local. Abal Medina les presentó a los uniformados credenciales falsas de policía y estos ya se retiraban del bar cuando se inició un fuego cruzado en la vereda: Ramus observó a dos efectivos que se acercaban y comenzó a dispararles, luego intentó arrojarles una granada que explotó en sus manos y le provocó la muerte instantánea.
En el tiroteo entre montoneros y policías que se generó, Abal Medina viendo su condición de inferioridad numérica trató de huir y fue herido de bala en el pecho. Cayó en la entrada del local, mientras Sabino Navarro y Capuano Martínez pudieron huir y Rodeiro se entregó. Norma Arrostito y Mario Firmenich venían retrasados, llegaron a las 20:20 y al ver la situación huyeron inmediatamente del lugar. Abal Medina murió desangrado al cabo de aproximadamente una hora de ser herido.
Diversas entidades de las cuales casi todas fueron nacionalistas o peronistas adhirieron al duelo por las muertes de Abal Medina y de Ramus: Alianza Libertadora Nacionalista, Fuerzas Armadas Peronistas, Movimiento Nacionalista Tacuara, 62 Organizaciones. Entre quienes asistieron al entierro se encontraba Arturo Jauretche quien conocía a los jóvenes y especialmente a Fernando Abal Medina del Semanario Azul y Blanco y del Círculo del Plata. También despidieron los restos los sacerdotes Carlos Mujica y Hernán Benítez.
A partir de ese año y en homenaje a su líder y fundador, el 7 de septiembre fue establecido por la conducción de la organización guerrillera para conmemorar el Día del Montonero.
Sus restos fueron inhumados en el enterratorio del Cementerio de la Chacarita, al vencimiento fueron exhumados, depositados en un lugar desconocido y a principios del nuevo siglo, tras la muerte de su madre, la familia compró un panteón en el Cementerio de la Recoleta, curiosamente sin el nombre familiar en el frontispicio, donde se depositó la urna con sus restos, en un lugar a no más de 100 metros del presidente de facto Pedro Eugenio Aramburu.

## Legado
En homenaje a quien fuera su jefe revolucionario, el 6 de septiembre de 1973, sus seguidores publicaron en la revista Militancia Peronista para la Liberación un resumen del pensamiento político de Fernando Abal Medina, el cual entre otras consideraciones afirmaba como pautas esenciales:
- Asumir la responsabilidad de la guerra popular
- Adopción de la lucha armada como la metodología que hace viable esa guerra popular, mediante formas organizativas superiores
- Absoluta intransigencia con el sistema dominante
- Incansable voluntad de transformar la realidad
- Identificación de la burocracia sindical como parte del campo contrarrevolucionario
- Integración efectiva con las luchas del pueblo
- Confianza ilimitada en la potencialidad revolucionaria de la clase trabajadora peronista[5]

Según Ceferino Reato, el gobierno de Néstor Kirchner incorporó el nombre de Abal Medina al REDEFA, el Registro de Fallecidos de la Ley 24.411 y su nombre se incluyó tanto en la actualización de los listados de la Conadep, que fueron presentados en la Feria del Libro de 2006 como en la nómina del Monumento a las Víctimas del Terrorismo de Estado que se levanta en la Costanera Norte porteña.  En el «Registro Unificado de Víctimas del Terrorismo de Estado», creado en 2014, figura como fecha de denuncia el año 2000. Todo esto a pesar de que las circunstancias de su muerte se dieron en el marco de un tiroteo con efectivos de la policía que respondieron al fuego de su grupo.